# Верл
Верл (њем. Werl) град је у њемачкој савезној држави Северна Рајна-Вестфалија. Једно је од 14 општинских средишта округа Зоест. Према процјени из 2010. у граду је живјело 31.976 становника.

## Историја
По први пут помиње се у ситоријским изворима 1024, а статус града добио је 1218.
Био је члан трговачкога савеза Ханзе. Родно је мјесто немачкога дипломате и вицеканцелара у Хитлеровом кабинету Франца фон Папена.

## Географски и демографски подаци
Верл се налази у савезној држави Северна Рајна-Вестфалија у округу Зоест. Град се налази на надморској висини од 73 – 228 метара. Површина општине износи 76,4 km². У самом граду је, према процјени из 2010. године, живјело 31.976 становника. Просјечна густина становништва износи 419 становника/km². Посједује регионалну шифру (AGS) 5974052, NUTS (DEA5B) и LOCODE (DE WEL) код.

## Међународна сарадња
| Мјесто | Држава  | Врста сарадње | Од    |
| ------ | ------- | ------------- | ----- |
| Хале   | Белгија | партнерство   | 1973. |
| Извор  |         |               |       |

## Знаменити људи из Верла
- Франц фон Папен (1879-1969), војник, политичар и дипломата